# 倫施泰特湖

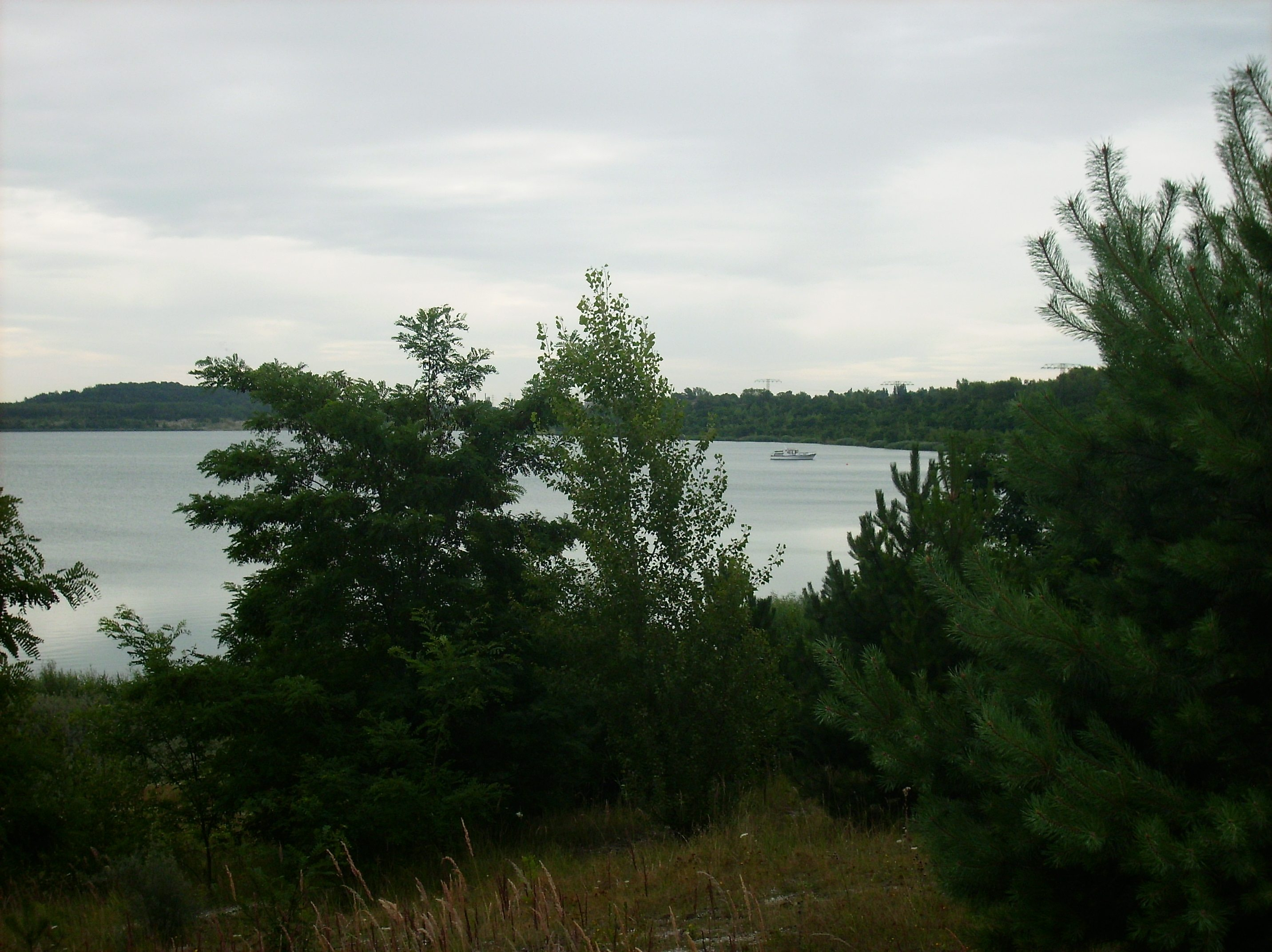

倫施泰特湖（德語：Runstedter See），是德國的湖泊，位於該國東北部，由薩克森-安哈爾特州負責管轄，面積2.3平方公里，海拔高度97米，最大水深32米，水體容量5,500萬立方米。